# Симонов, Михаил Васильевич (спортсмен)
Михаил Васильевич Симонов (наст.фамилия — Циманович; 1910—1942) — советский хоккеист с мячом, вратарь «Динамо» Ленинград,
чемпион СССР 1935 года.

## Биография
М. В. Циманович родился в 1910 году в Санкт-Петербурге. В 1929-31 годах играл в составе «Балтвода».
В 1935 году получил приглашение в «Динамо» (Ленинград).
В 1936-39 годах в облсовете «Динамо» работал тренером по футболу и хоккею.
Участник ВОВ. Погиб в блокадном Ленинграде.

## Достижения
- Серебряный призёр чемпионата РСФСР (среди городов) — 1932 (в составе сборной Ленинграда)
- Серебряный призёр чемпионата СССР (среди городов) — 1933 (в составе сборной Ленинграда)
- Чемпион СССР — 1935 (в составе сборной «Динамо»)
- Бронзовый призёр чемпионата СССР — 1936 (в составе «Динамо» (Ленинград))
- Победитель Спартакиады ВС — 1933, 1934 (в составе команды войск ОГПУ)
- Включён в список 22 лучших игроков сезона — 1936